# Жан Капел
Жан Капел (26. октобар 1913. — 20. фебруар 1977) био је белгијски интернационални фудбалер који је професионално играо као нападач за Стандард, постигавши 245 голова у 285 наступа између 1929. и 1944. године. Капел је дебитовао на међународној сцени 1931. године, са 17 година и 153 дана. Такође је играо на Светском првенству 1934. као и на Светском првенству 1938.